# New Orleans Stock Exchange
La New Orleans Stock Exchange est une bourse des valeurs  fondée avant 1880,  marché régional d'actions et d'obligations situé à la Nouvelle-Orléans, dans l'État américain de Louisiane et sous le contrôle depuis 1934 de la Commission des opérations de bourse américaine.

## Histoire
La New Orleans Stock Exchange a été fondée avant 1880. Dès 1880, les volumes d'échange d'actions ont atteint un total de 7,8 millions de dollars, avec 52609 actions échangées.  En 1887, la bourse a prolongé ses heures de cotation jusqu'à 16h00 pour faire face à l'augmentation des volumes d'échanges.
En septembre 1889, la New Orleans Stock Exchange a été "paralysée" après les développements dans une escroquerie liée aux Obligation d'État, avec le "New York Times" rapportant que "les transactions sur les titres de l'État de Louisiane et sur les titres municipaux de la ville sont au point mort.". La bourse s'est installée dans une nouvelle construction en 1906, décrite comme la structure la plus chère et artistique de sa taille dans la ville et faite de marbre et l'acajou. À l'époque la valeur de la part dans la bourse avait grandi, passant des 100 dollars initiaux à plus de 6000 dollars, l'adhésion étant limitée à soixante-dix membres.
En août 1914, la New Orleans Stock Exchange fermé en raison de l'éruption de Première Guerre mondiale. L'ancien président, Eugene Chassanoil, âgé de 67 ans et en mauvaise santé, s'est suicidé en séance le 14 août, 1914. 
Le 29 octobre 1929, la New Orleans Stock Exchange s'est effondrée, au cours de l'épisode du Krach de 1929, aboutissant à une période de période très difficile pour la New Orleans Stock Exchange et la bourse en général, aux États-Unis mais aussi en Europe. En octobre 1933, le Sénateur de la Louisiane Huey Long été interpellé par John Dane, président de la New Orleans Stock Exchange, qui lui reproche d'avoir traité la Bourse de "maison spéculative" et rappelle que c'est d'abord un lieu d'investissement.
En avril 1941, la New Orleans Stock Exchange est l'une de 18 dix-huit Bourses régionales qui ont reçu des invitations de la  Commission des opérations de bourse américaine pour "être en pourparlers"  sur des amendements possibles aux lois américaines sur la Bourse. Ses représentants Fred N. Ogden et Robert R. Wolfe, participent ainsi à une conférence nationale le 28 avril 1941.
Après la Seconde Guerre mondiale, la New Orleans Stock Exchange a rejoint progressivement l'entité qui s'est formée pour fédérer les marchés boursiers du centre-ouest des États-Unis. En 1949, la  Bourse des valeurs de Chicago a fusionné avec d'autres marchés boursiers régionaux américains, la Bourse des valeurs de Saint-Louis, la Bourse des valeurs de Cleveland et la Bourse des valeurs de Minneapolis, pour former la Bourse du Midwest. En 1959, la Bourse des valeurs de la Nouvelle-Orléans est devenue elle aussi une partie constituante de la Bourse du Midwest et au début des années 1960 la Société de Service de Bourse du Midwest a été établie pour fournir des services centralisés et de représentation des sociétés membres.